# Epiphyllum
Epiphyllum Haw. è un genere di piante epifite della famiglia delle Cactacee originaria dell'America tropicale

## Descrizione
Cactacee prive di spine, presentano fusti articolati e piatti, fiori tubulari con colori sgargianti, di grandezza ragguardevole, che si schiudono solo di notte.

## Biologia
In natura crescono su alberi di grande mole o su rupi umide, utilizzando l'umidità atmosferica o lo stillicidio delle piogge frequenti, ricavano nutrienti dal pulviscolo atmosferico e dalle sostanze residue deposte dagli animali che popolano la chioma degli alberi, su uno pseudo suolo realizzato da muschi e foglie in disfacimento; raramente sono illuminate direttamente dal sole.

## Tassonomia
Il genere comprende le seguenti specie:
- Epiphyllum baueri Dorsch
- Epiphyllum cartagense (F.A.C.Weber) Britton & Rose
- Epiphyllum chrysocardium Alexander
- Epiphyllum grandilobum (F.A.C.Weber) Britton & Rose
- Epiphyllum hookeri Haw.
- Epiphyllum laui Kimnach
- Epiphyllum oxypetalum (DC.) Haw.
- Epiphyllum phyllanthus (L.) Haw.
- Epiphyllum pumilum Britton & Rose
- Epiphyllum thomasianum (K.Schum.) Britton & Rose

## Coltivazione
Queste piante hanno bisogno di modeste quantità di terreno, soffice e torboso, che deve essere mantenuto umido anche nella stagione invernale, ma non eccessivamente inzuppato. Necessitano di concimazioni abbondanti da marzo a settembre, e di una temperatura mai al di sotto dei 10 °C.
Trattandosi di piante epifite tropicali necessitano di un ambiente luminoso, caldo, ma non eccessivamente soleggiato.